# Весёлое Поле (Софиевский район)
Весёлое Поле (укр. Веселе Поле) — село,
Девладовский сельский совет,
Софиевский район,
Днепропетровская область,
Украина.
Код КОАТУУ — 1225282503. Население по переписи 2001 года составляло 311 человек.

## История
Село было основано в 1926 году в период НЭПа. Люди переезжали в новое село за земельными наделами, которые выделялись на новых землях, в основном это были жители Софиевки. Позже в селе было организовано отделение колхоза им. Ильича с центральной усадьбой в селе Водяное. До 21 января 1987 года село было в подчинении Водянского сельского совета.

## Географическое положение
Село Весёлое Поле находится на границе Криворожского и Софиевского районов, на расстоянии 2,5 км от села Зелёное Поле, 3 км от села Маяк, 4 км от села Водяное и 12,6 км от районного центра Софиевки.
Село вытянуто на 4 км. Северная часть находится рядом с истоком балки Крутая, по южной протекает пересыхающий ручей одной из веток балки Водяная.

## Характеристика

### Объекты социальной сферы
- Фельдшерско-акушерский пункт[1].
- Коммунальное учреждение «Весёлопольськая сельская библиотека»[1].
- Дом культуры[1]. В помещении старой школы сгоревшей во время войны.
- Сельское отделение почтовой связи «Водяное» Центра почтовой связи № 2 г. Кривой Рог Днепропетровской дирекции ГП «Укрпочта» (c. Водяное, ул. Гончарова, 35). Почтовый индекс: 53130[4].
- Магазин № 2.

В советские годы была начальная школа («четырёхлетка»), детский сад.

### Объекты экономической сферы
- Маслобойня.

### Улицы
- Улица Гагарина (северная часть).
- Октябрьская улица (южная часть).

## Транспорт
Через село проходит линия Приднепровской железной дороги сообщением Кривой Рог — Днепропетровск со станцией Приворот, а также автомобильная дорога местного значения сообщением Кривой Рог (Весёлые Терны) — Софиевка.

## Достопримечательности
- Воинское захоронение 159-ти советских воинов[1][6].
- В 4 километрах от села расположен Мемориальный комплекс «Могила Баба».